# Kevin Zegers
Kevin Joseph Zegers (Woodstock, Ontario, 19 de septiembre de 1984) es un actor canadiense.

## Biografía
Zegers nació el 19 de septiembre de 1984 en Woodstock, Ontario, hijo de Mary Ellen, una maestra de escuela, y James Zegers, un minero. Kevin creció en Woodstock y se graduó en St. Mary's High School en el año 2002. Tiene dos hermanas menores, Krista y Katie, también actrices. Sus abuelos son neerlandeses.

## Trayectoria
Zegers comenzó su carrera actoral a los seis años, apareciendo en comerciales. Su primera aparición en un film fue a la edad de siete años, en un pequeño papel en la comedia Life With Mikey con Michael J. Fox. Ha aparecido en más de treinta comerciales, y también ha trabajado como modelo en Londres. Aparte de su carrera de actor, Kevin ha hecho trabajos como modelo.
Uno de sus papeles más importantes vendría con su participación en la cinta nominada al Premio de la Academia, Transamérica, coprotagonizada por Felicity Huffman; en la cual Zegers interpreta al hijo bisexual y problemático de una transexual, siendo su actuación elogiada por varios críticos. Ganó el premio Chopard del Festival de Cannes en 2006, que se otorga a actores promesas. Actuó en la película Frozen, Zoom y Los Superhéroes, Cazadores de Sombras: Ciudad de Hueso y también en la serie Gossip Girl.

## Vida personal
Tras seis años de noviazgo se comprometió con la agente Jaime Feld en abril de 2013, y finalmente contrajeron matrimonio el 3 de agosto de 2013 en Nueva Jersey.
El 19 de agosto de 2015 fue padre de unas gemelas bautizadas como Zoe Madison y Blake Everleigh Zegers.

## Filmografía

### Cine

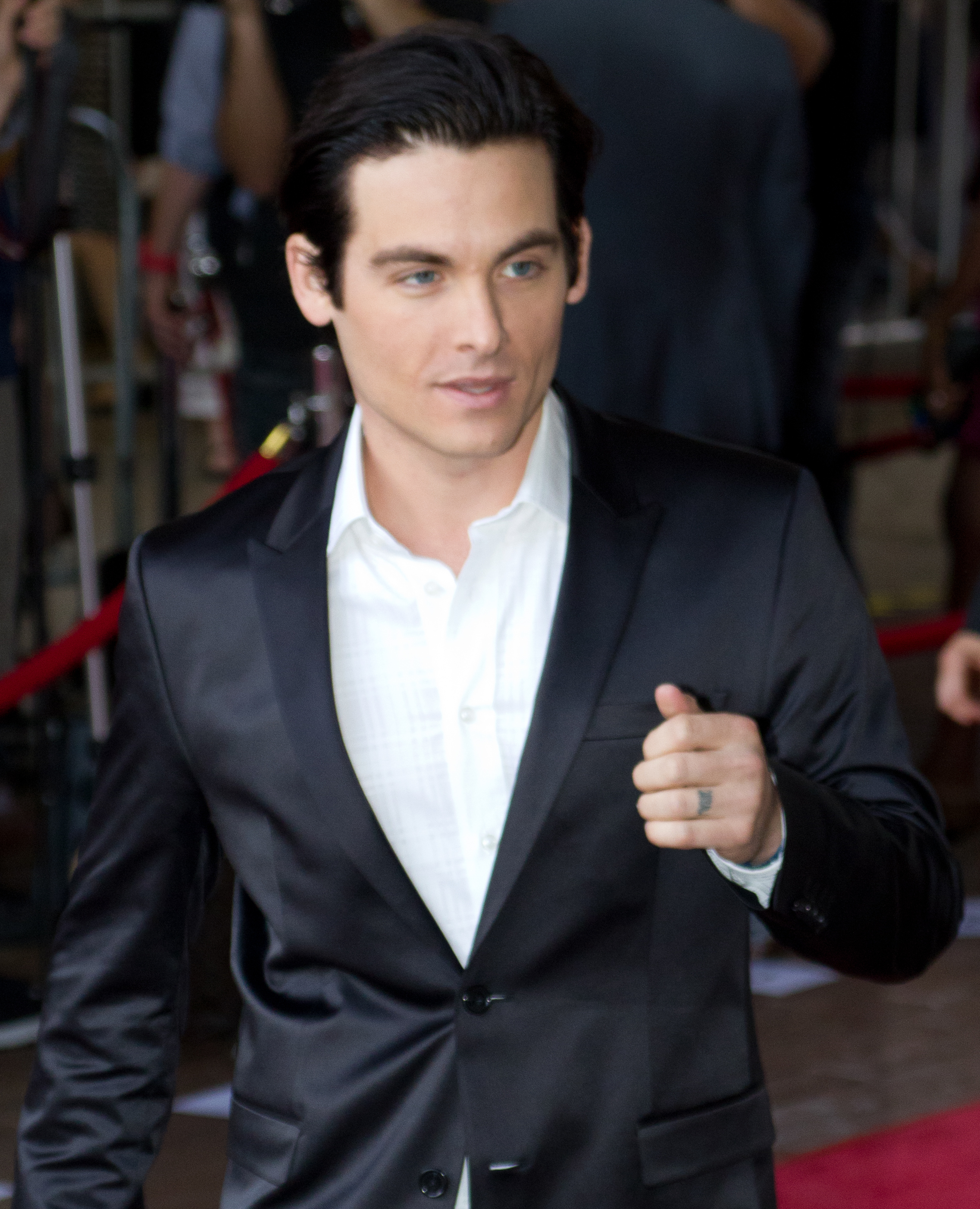
Kevin Zegers en el Festival Internacional de Cine de Toronto de 2012.

| Año  | Película                              | Personaje                 | Director                        | Notas      |
| ---- | ------------------------------------- | ------------------------- | ------------------------------- | ---------- |
| 2014 | The Curse of Downers Grove            |                           | Derick Martini                  | Completada |
| 2013 | All the Wrong Reasons                 | Simón                     | Gial Miralawerence              |            |
| 2013 | Cazadores de sombras: Ciudad de hueso | Alec Lightwood            | Harald Zwart                    |            |
| 2013 | The Colony                            | Sam                       | Jeff Renfroe                    |            |
| 2011 | The Entitled                          | Paul Dynan                | Aaron Woodley                   |            |
| 2011 | Girl Walks Into a Bar                 | Billy                     | Sebastián Gutiérrez             |            |
| 2011 | Vampire                               | Simón                     | Shunji Iwai                     |            |
| 2010 | Frozen                                | Dan Walker                | Adam Green                      |            |
| 2009 | The Perfect Age of Rock 'n' Roll      | Spyder                    | Scott Rosenbaum                 |            |
| 2008 | Fifty Dead Men Walking                | Sean                      | Kari Skogland                   |            |
| 2008 | Gardens of the Night                  | Frank                     | Damian Harris                   |            |
| 2008 | The Narrows                           | Mike Manadoro             | François Velle                  |            |
| 2007 | The Stone Angel                       | John                      | Kari Skogland                   |            |
| 2007 | Normal                                | Jordie                    | Carl Bessai                     |            |
| 2007 | The Jane Austen Book Club             | Trey                      | Robin Swicord                   |            |
| 2006 | Zoom                                  | Connor Shepard/Concussion | Peter Hewitt                    |            |
| 2006 | It's a Boy Girl Thing                 | Woody Deane               | Nick Hurran                     |            |
| 2005 | Felicity: An American Girl Adventure  | Ben Davidson              | Nadia Tass                      |            |
| 2005 | Transamérica                          | Toby                      | Duncan Tucker                   |            |
| 2004 | Some Things That Stay                 | Rusty Murphy              | Gail Harvey                     |            |
| 2004 | The Hollow                            | Ian Cranston              | Kyle Newman                     |            |
| 2004 | Dawn of the dead                      | Terry                     | Zack Snyder                     |            |
| 2003 | Fear of the Dark                      | Dale Billings             | K.C. Bascombe                   |            |
| 2003 | Wrong Turn                            | Evan                      | Rob Schmidt                     |            |
| 2002 | Virginia's Run                        | Darrow Raines             | Peter Markle                    |            |
| 2001 | La isla del tesoro                    | Jim Hawkins               | Peter Rowe                      |            |
| 2000 | MVP: Most Valuable Primate            | Steven Westover           | Robert Vince                    |            |
| 2000 | Time Share                            | Thomas Weiland            | Sharon von Wietersheim          |            |
| 2000 | The Acting Class                      | Lou Carpman               | Jill Hennessy, Elizabeth Holder |            |
| 1999 | Komodo                                | Patrick Connally          | Michael Lantieri                |            |
| 1999 | Four Days                             | Simón                     | Curtis Wehrfritz                |            |
| 1998 | Air Bud: Golden Receiver              | Josh Framm                | Richard Martin                  |            |
| 1998 | Shadow Builder                        | Chris Hatcher             | Jamie Dixon                     |            |
| 1998 | Nico the Unicorn                      | Billy Hastings            | Graeme Campbell                 |            |
| 1997 | Air Bud                               | Josh Framm                | Charles Martin Smith            |            |
| 1996 | Specimen                              | Bart                      | John Bradshaw                   |            |
| 1994 | In the Mouth of Madness               | Chico                     | John Carpenter                  |            |
| 1993 | Life with Mikey                       | Pequeño Mikey             | James Lapine                    |            |

### Televisión
| Año       | Título                                       | Personaje                 | Notas                |
| --------- | -------------------------------------------- | ------------------------- | -------------------- |
| 2022      | The Rookie                                   | FBI Agent "Brendon Acres" | Serie (2 episodios)  |
| 2018      | Fear The Walking Dead                        | Melvin                    | Serie (6 episodios)  |
| 2014      | Gracepoint                                   | Owen Burke                | Serie (10 episodios) |
| 2012      | Titanic: Blood and Steel                     | Mark Muir                 | Serie (12 episodios) |
| 2009-2011 | Gossip Girl                                  | Damien Daalgard           | Serie (10 episodios) |
| 2011      | Georgetown                                   | Monty Knox                | Película             |
| 2005      | Felicity: An American Girl Adventure         | Ben Davidson              | Película             |
| 2004      | House                                        | Brandon Merrell           | Serie (1 episodio)   |
| 2003      | Smallville                                   | Seth Nelson               | Serie (1 episodio)   |
| 2001      | Sex, Lies & Obsession                        | Josh Thomas               | Película             |
| 2000-2001 | Titans                                       | Ethan Benchley            | Serie (1 episodio)   |
| 1999      | So Weird                                     | Ryan Ollman               | Serie (1 episodio)   |
| 1999      | Twice in a Lifetime                          | Flash Jericho             | Serie (1 episodio)   |
| 1999      | It Came from the Sky                         | Andy Bridges              | Película             |
| 1997      | A Call to Remember                           | Ben Tobias                | Película             |
| 1997      | Rose Hill                                    | Cole Clayborne            | Película             |
| 1996-1997 | Traders                                      | Sean Blake                | Serie (1 episodio)   |
| 1996      | Goosebumps                                   | Noah Thompson             | Serie (1 episodio)   |
| 1996      | The Cold Heart of a Killer                   | Matthew Arnold            | Película             |
| 1995      | The X-Files                                  | Kevin Kryder              | Serie (1 episodio)   |
| 1995      | The Silence of Adultery                      | Steven Harvett            | Película             |
| 1995      | Road to Avonlea                              | Gordon Bradley            | Serie (1 episodio)   |
| 1994      | Thicker Than Blood: The Larry McLinden Story | Larry                     | Película             |
| 1994      | Free Willy                                   | Einstein                  | Serie (1 episodio)   |
| 1993      | Tales from the Cryptkeeper                   | 6X (voz)                  | Serie (1 episodio)   |
| 1992      | Street Legal                                 | Jeremy Morris             | Serie (1 episodio)   |

### Videos musicales
| Año  | Título       | Intérprete | Compositores |
| ---- | ------------ | ---------- | ------------ |
| 2010 | The Big Bang | Rock Mafia | Rock Mafia   |

## Premios y nominaciones
| Año  | Grupo                   | Premio                                                                         | Resultado | Trabajo                    |
| ---- | ----------------------- | ------------------------------------------------------------------------------ | --------- | -------------------------- |
| 1998 | YoungStar Awards        | Mejor interpretación de un actor joven en una película de comedia              | Nominado  | Air Bud                    |
| 1998 | Premios Artista Joven   | Mejor interpretación — Protagonista joven                                      | Ganador   | Air Bud                    |
| 1998 | Premios Artista Joven   | Mejor interpretación en un telefilme — Reparto joven                           | Nominado  | Rose Hill                  |
| 1998 | Premios Artista Joven   | Mejor interpretación en un telefilme/Piloto/Miniserie — Actor joven de reparto | Nominado  | A Call to Remember         |
| 1999 | Premios Artista Joven   | Mejor interpretación en una película — Actor joven                             | Nominado  | Air Bud: Golden Receiver   |
| 2001 | Premios Artista Joven   | Mejor interpretación en una película — Actor joven                             | Nominado  | MVP: Most Valuable Primate |
| 2006 | Festival de Cannes      | Trophée Chopard — Revelación masculina                                         | Ganador   | Transamérica               |
| 2010 | Monte-Carlo TV Festival | Mejor actor de reparto                                                         | Ganador   | Frozen                     |
| 2012 | Fright Meter Awards     | Mejor actor drama                                                              | Nominado  | Titanic: Blood and Steel   |